# Alabama settentrionale
L'Alabama settentrionale è una regione dello stato USA Alabama. La regione include 13 contee: Cherokee, Colbert, Cullman, DeKalb, Jackson, Franklin, Lauderdale, Lawrence, Limestone, Madison, Marshall, Morgan, Winston.
L'Università del Nord Alabama prende il nome dall'omonima regione.